# How Lisa Got Her Marge Back
«How Lisa Got Her Marge Back» (укр. «Як Ліса повернула свою Мардж») — вісімнадцята серія двадцять сьомого сезону мультсеріалу «Сімпсони», прем'єра якої відбулась 10 квітня 2016 року у США на телеканалі «Fox».

## Сюжет
Барт купує гру «Скупердяй» (англ. Money Grabber) — пристрій для витягування доларових купюр і обману людей. Однак усі усвідомлюють, що це одна з витівок Барта. Згодом він намагається приколотись над Ральфом, але навіть він не піддається. Засмучений тим, що його жарти стали передбачуваними, хлопчик викидає своє начиння для приколів.
Пізніше, за сніданком Ліса намагається показати батькам нове соло на своєму саксофоні. Коли Гомер їде на роботу, Ліса грає для Мардж протягом 12 хвилин, втомивши матір. Пізніше того ж дня вона знову хоче зіграти для батьків, але повинна замінити язичок. У цей час тоді Мардж зізнається Гомеру, що вона ненавидить джаз, навіть коли його грає Ліса. На жаль, Ліса чує її зізнання і протистоїть матері, уникаючи її обіймів і називаючи повним ім'ям, Марджорі.
Мардж вирішує відвести Лісу в подорож до Столиці, щоб підняти їй настрій. Вона бере дівчинку на екскурсію Столицею мрії. Однак спроби Мардж відновити зв'язок з донькою її ще більше дратують, і вона перестає носити своє перлове намисто.
Тим часом у Спрінґфілді Гомер передає Барту відповідальність за Меґґі, поки Мардж та Ліса відсутні. Незабаром Барт усвідомлює, що грати з Меґґі може бути цікавим, і об'єднується з нею для своїх пустощів.
З останньої спроби Мардж веде Лісу на мюзикл «Нестерпні Ведмеді» (англ. Bad New Bears — The Musical). Під час поганої вистави Ліса розуміє, що в її мами інший, «поганий», смак. Дівчинка вдає, що мюзикл подобається, як це робила Мардж з нею. На виході вони зустрічають актора Ендрю Реннелса, зірку шоу, і запрошують його на вечерю.
Барт і Меґґі вирішують розіграти Гомера, замаскувавши Меґґі під «Барта молодшого». Однак, Гомер мало не задушує її. Після цього Гомер просить Барта перестати використовувати Меґґі у своїх жартах, не бажаючи, щоб вона стала такою, як її старший брат.
За вечерею Ліса обговорює мюзикл Ендрю, кажучи, що Мардж, на відміну від неї, вважала його дивовижним. Після того, як вона скаржиться на свою сім'ю, Ендрю зазначає, що дівчинка просто ігнорує спроби матері примиритись. Почуваючись погано, Ліса та Мардж вибачаються одне перед одною.
У фінальній сцені Ліса збирає своїх однокласників у будиночку на дереві Барта на імпровізований джазовий виступ. Мардж спочатку слухає мелодію, а потім викидає іграшковий саксофон Меґґі у сміттєвий контейнер.

## Виробництво
Сценарист серії Джефф Мартін встановив новий рекорд як з найбільшою перервою як сценарист. Попередня серія Мартіна — 1 серія 5 сезону «Homer's Barbershop Quartet», що вийшла 1993 року, за 22,5 роки до виходу цієї серії.

## Цікаві факти і культурні відсилання
- У столиці бездомний грає мелодію «Apple Core» Джеррі Маліґана[1]. Пізніше іншу версію мелодії виконують діти у будиночку на дереві.

## Ставлення критиків і глядачів
Під час прем'єри серію переглянули 2,55 млн осіб з рейтингом 1.2, що зробило її другим найпопулярнішим шоу на каналі «Fox» тієї ночі, після «Останньої людини на Землі».
Денніс Перкінс з «The A.V. Club» дав серії оцінку B-, сказавши:
|  | Мардж і Ліса б'ються в першому акті «How Lisa Got Her Marge Back». А це означає, що вони помиряться до кінця серії… Я завжди стверджував, що це не є проблемою саме по собі — «Сімпсони» можуть тривати до тих пір, поки зберігаються голоси цих акторів і щедрість «Fox», а не наперекір переписаній щотижня реальності шоу. Це нескінченно відновлюваний ресурс, де хороші сценаристи можуть повторювати історії цих героїв — безглузді, емоційні чи будь-які їх поєднання — знову і знову. Вся справа в тому, як це написано. |

Згідно з голосуванням на сайті The NoHomers Club більшість фанатів оцінили серію на 3/5 із середньою оцінкою 3,05/5.